# Sandro Ferracuti
Sandro Ferracuti (Fermo, 8 maggio 1940) è un generale e dirigente d'azienda italiano, già Capo di stato maggiore dell'Aeronautica Militare italiana.

## Biografia
Ex-Allievo della Scuola Militare Nunziatella di Napoli (corso 1954-58), ha frequentato il corso Turbine 2° dell'Accademia Aeronautica tra il 1958 ed il 1962.
Dopo la nomina a sottotenente (1960), nel 1962 ha conseguito il brevetto di pilota militare presso la Scuola di volo di Amendola ed è stato assegnato alla 6ª aerobrigata cacciabombardieri di Ghedi.
Tra il 1970 ed il 1991 ha svolto incarichi a crescente responsabilità, quali il comando: 
- del 156º gruppo cacciabombardieri
- del 36º stormo caccia di Gioia del Colle (Bari)
- del 3º comando operativo di regione di Martina Franca
- del reparto piani e operazioni dello Stato Maggiore dell'Aeronautica

Nel 1991 si trasferisce negli Stati Uniti, svolgendo l'incarico di addetto aeronautico e per la Difesa presso l'ambasciata d'Italia fino al settembre 1994. Rientrato in Italia ha assolto fino al 1995 l'incarico di vice comandante della 2ª regione aerea.
Tra l'ottobre 1995 al 3 agosto 2001 ha ricoperto in successione i ruoli di sottocapo di stato maggiore dell'Aeronautica, ispettore logistico dell'Aeronautica, di comandante logistico e di Comandante della Squadra Aerea.
Il 3 agosto 2001 viene nominato Capo di stato maggiore dell'Aeronautica Militare, ruolo che mantiene fino al 4 agosto 2004.
Conclusa la carriera militare, assume l'incarico di Presidente della Selex Sistemi Integrati, ruolo che mantiene fino al 4 febbraio 2007, quando viene chiamato dal Ministro della difesa Arturo Parisi a svolgere il ruolo di Capo dell'Ufficio per la Politica Militare del Ministero della difesa.